# White Noise (band)
White Noise is een Engelse elektronische muziekgroep, die is opgericht in 1969 door de Amerikaan David Vorhaus.

## An Electric Storm
Het debuutalbum An Electric Storm uit 1969, dat Vorhaus maakte met Delia Derbyshire en Brian Hodgson, is uitgegroeid tot een cultklassieker. Op deze plaat werd het gebruik van de eerste Britse synthesizer, de EMS VCS 3 gecombineerd met het manipuleren van stemmen en akoestische instrumenten. Een klein stukje uit deze plaat is gebruikt in de film Dracula AD 1972.

## Discografie
- White Noise - An Electric Storm (1969)
- White Noise 2 - Concerto for Synthesizer (1974)
- White Noise 3 - Re-Entry (1988)
- White Noise 4 - Inferno (1990)
- White Noise 5 - Sound Mind (2000)
- White Noise 5.5 - White Label (2006)

## Bandleden
- David Vorhaus (1969- heden)
- Delia Derbyshire (1969)
- Brian Hodgson (1969)
- Mark Jenkins (2005- heden)